# Nathaniel Moran
Nathaniel Quentin Moran, né le 23 septembre 1974 à Whitehouse, est un homme politique américain. Membre du Parti républicain, il représente le premier district congressionnel du Texas à la Chambre des représentants des États-Unis depuis 2023.

## Biographie
Avant son élection au congrès en 2022, Moran était juge du comté de Smith.